# Plopsaland Deutschland
Plopsaland Deutschland (w latach 1971–1973: Pfälzer Märchenpark, 1973–2025: Holiday Park) – rodzinny park rozrywki otwarty w 1971 roku niedaleko Haßloch w południowo–zachodnich Niemczech.
Park oferuje około 30 atrakcji, w tym dużą kolejkę górską Expedition GeForce, otwartą w 2001, o wysokości 53 m, zaprojektowaną przez firmę Intamin; wieżę swobodnego spadania o wysokości 77 m oraz Lighthouse Tower, czyli karuzelę łańcuchową o wysokości 80 m.
W marcu 2025 park ogłosił zmianę nazwy z Holiday Park na Plopsaland Deutschland od 28 czerwca 2025 roku.

## Lista atrakcji

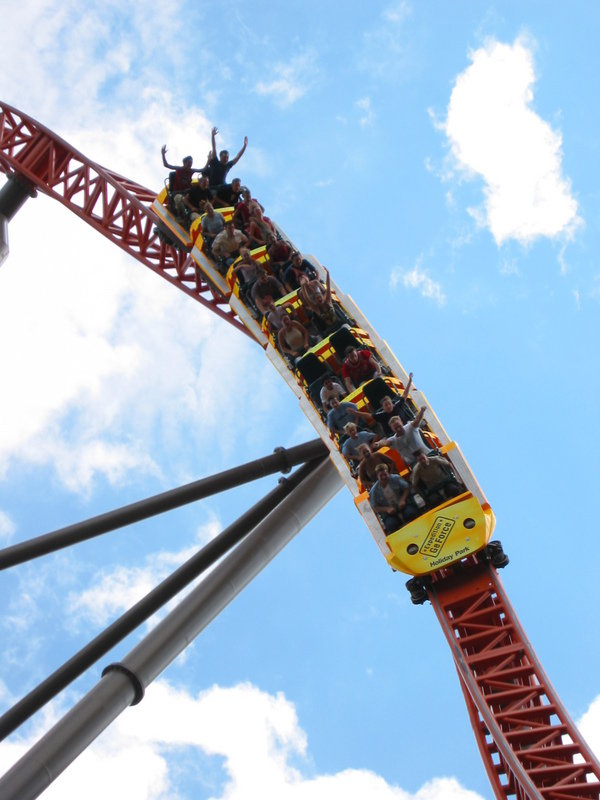
Expedition GeForce

### Kolejki górskie

#### Czynne
W 2025 roku w parku znajdowały się 3 czynne kolejki górskie:
| # | Nazwa                | Producent     | Data otwarcia    | Typ              | Wysokość [m] | Prędkość [km/h] | Źródło |
| - | -------------------- | ------------- | ---------------- | ---------------- | ------------ | --------------- | ------ |
| 1 | Expedition GeForce   | Intamin       | 18 czerwca 2001  | stalowa          | 53,0         | 120,0           | [ 4 ]  |
| 2 | Sky Scream           | Premier Rides | 12 kwietnia 2014 | stalowa          | 45,7         | 99,8            | [ 5 ]  |
| 3 | Tabalugas Achterbahn | Zierer        | 21 lipca 2018    | stalowa rodzinna | 9,0          | 39,0            | [ 6 ]  |

#### W budowie
W 2025 roku park miał w planach budowę 2 nowych kolejek górskich:
| # | Nazwa | Producent  | Data otwarcia | Typ                      | Wysokość [m] | Prędkość [km/h] | Źródło |
| - | ----- | ---------- | ------------- | ------------------------ | ------------ | --------------- | ------ |
| 1 | ?     | Gerstlauer | 2025          | stalowa rodzinna         | 17,5         | 55              | [ 8 ]  |
| 2 | ?     | Mack Rides | 2028          | stalowy spinning coaster | ?            | ?               | [ 9 ]  |

#### Usunięte
W 2025 roku z 8 wybudowanych w historii parku kolejek górskich 3 były usunięte:
| # | Nazwa                   | Producent    | Data otwarcia    | Data zamknięcia      | Typ                | Wysokość [m] | Prędkość [km/h] | Źródło |
| - | ----------------------- | ------------ | ---------------- | -------------------- | ------------------ | ------------ | --------------- | ------ |
| 1 | Wilde Maus              | ?            | 1971             | 1978                 | drewniana rodzinna | ?            | ?               | [ 11 ] |
| 2 | Super Wirbel            | Vekoma       | 1979             | 31 października 2013 | stalowa            | 22,9         | 64,4            | [ 12 ] |
| 3 | Holly's Wilde Autofahrt | Maurer Rides | 10 sierpnia 2010 | 1 listopada 2016     | stalowa rodzinna   | 15,0         | 45,0            | [ 13 ] |

### Inne
Atrakcje wodne
- DinoSplash – rafting
- Kanalfahrt "Anno Tobak" – podróż morskim kanałem
- Wickie Splash – spływ dziką rzeką

Karuzele
- Balloon Race – baloniki
- City Jet – samoloty
- FreeFall Tower – wieża swobodnego spadania
- Lighthouse Tower – wysokościowa karuzela łańcuchowa
- Sky Fly – widowiskowa atrakcja z możliwością obrotów
- Sturmschiff – statek–huśtawka
- Wellenhopser
- Burg Falkestein – pałac strachów